# 占賈城市球場
占賈城市球場（英語：Ganja City Stadium）是位於亞塞拜然占賈的球场。由卡帕斯足球俱樂部使用，并设有2.7万个席位。在2016-17賽季的國內聯賽中，租戶Kapaz PFK獲得了最高的平均家庭出勤率。2017年夏天至当年十月，占賈城市球場场地被重新铺设。